# Ischnotoma (Ischnotoma) fuscobasalis
Ischnotoma (Ischnotoma) fuscobasalis is een tweevleugelige uit de familie langpootmuggen (Tipulidae). De soort komt voor in het Australaziatisch gebied.